# Norrby Idrottsförening
Il Norrby Idrottsförening, meglio noto come Norrby IF o semplicemente Norrby, è una società calcistica svedese con sede nella città di Borås.

## Storia
Fondata il 27 aprile 1927, la squadra ha come miglior risultato la promozione in Allsvenskan, la massima divisione, nel 1955. Nella stagione 1955-1956, dopo aver vinto solo tre partite, la squadra retrocesse e non fece più ritorno in massima divisione.
A partire dalla stagione 2017, il club tornò a militare in Superettan, la seconda serie svedese, da cui mancava dal 1998. Al termine della Superettan 2021 il Norrby sfiorò gli sparezzi promozione avendo chiuso al quarto posto con stesso numero di punti dell'Helsingborg, che si classificò però terzo in virtù della migliore differenza reti. L'anno successivo arrivò invece un penultimo posto e la retrocessione che riportò la squadra in terza serie.

## Rivalità
Sulla carta, la maggiore rivalità è quella con l'altra squadra cittadina: l'Elfsborg. Nonostante ciò, i due club si incontrano raramente, visti i diversi campionati a cui abitualmente partecipano.

## Palmarès

### Competizioni nazionali
- Division 2: 3

1996, 1999, 2009

### Altri piazzamenti
- Division 1:

Vittoria play-off: 2016